# Alegoría (Gijón)
Alegoría es una escultura situada en la ciudad asturiana de Gijón, en el norte de España. Se trata de una de las más de cien esculturas, monumentos y obras de arte que adornan sus calles. Está erigida en el Parque de Isabel la Católica, en la zona este de la ciudad.

## Descripción
La pieza escultórica es una obra diseñada por el escultor Manuel Álvarez Laviada, hecha por encargo del Ministerio de Fomento y tallada en piedra, que fue erigida en origen en la parte superior del antiguo edificio de la seguridad social que se encontraba en la céntrica plaza del Carmen, si bien tras su demolición en 2007 la pieza escultórica cambió su ubicación a la actual. La obra está compuesta por una mujer, dos adolescentes y un niño y con ella el autor quiso representar los distintos estamentos sociales que el entonces Instituto Nacional de Previsión amparaba: el trabajo, la maternidad y la infancia.
Al igual que otras esculturas del parque ha sufrido ataques vandálicos y actos reivindicativos en varias ocasiones, facilitados por el gran tamaño del mismo y por la característica de que no se cierra en horario nocturno, a diferencia de otros parques de las mismas características en otras ciudades españolas.